# Skok przez miotłę
Skok przez miotłę (ang. Jumping the Broom) – amerykański film komediowy z 2011 roku w reżyserii Salima Akila.

## Opis fabuły
Jason (Laz Alonso) i Sabrina (Paula Patton) są kochającą się parą. Młodzi planują ślub. Zdają sobie jednak sprawę, że w związku z tym będzie musiało dojść do spotkania ich rodzin, a to może nie skończyć się zbyt dobrze. Matka Sabriny jest bowiem zamożną, wywyższającą się snobką, a mama Jasona to prosta i bezpośrednia mieszkanka Brooklynu. Trudno im będzie się ze sobą porozumieć, co nie pozostanie bez wpływu także na ich dzieci.

## Obsada
- Laz Alonso jako Jason Taylor
- Paula Patton jako Sabrina Watson-Taylor
- Angela Bassett jako Claudine Watson
- Loretta Devine jako Pam Taylor
- Meagan Good jako Blythe
- Tasha Smith jako Shonda
- Mike Epps jako Willie Earl Taylor
- DeRay Davis jako Malcolm
- Pooch Hall jako Ricky
- Valarie Pettiford jako ciocia Geneva

i inni